# Алф Дувал
Алф Дувал (англ. Alf Duval, 1 липня 1941) — австралійський академічний веслувальник.
Срібний призер Олімпійських Ігор 1968 року в складі вісімки, учасник 1964 року.